# Логарі
Логарі (словен. Logarji) — поселення в общині Велике Лаще, Осреднєсловенський регіон, Словенія. 
Висота над рівнем моря: 516 м.